# Johannes Maria Hoeck
Johannes Maria Hoeck OSB (auch Johannes M. Höck) (* 18. Mai 1902 in Inzell; † 4. April 1995) war ein bayerischer Benediktiner und Byzantinist. Er war 35. Abt der Abtei Ettal und danach 54. Abt der Abtei Scheyern.

## Leben
Hoeck wurde als Sohn eines Bäckers in Inzell geboren. 1923 trat er in das Kloster Scheyern ein und wurde am 24. Juli 1927 zum Priester geweiht. Hoeck war Lehrer am Gymnasium und Leiter des 1939 von ihm zusammen mit Hans-Georg Beck begründeten Byzantinischen Instituts des Klosters. 1943 wurde er an der Universität München bei Franz Dölger mit einer Arbeit über Nikolaos von Otranto promoviert. Am 24. Juli 1951 wurde er zum Abt von Ettal gewählt. Im Juli 1961 wurde er zum Abt seines Professklosters Scheyern gewählt und führte dies bis zu seinem Rücktritt 1972. 1951 wurde auch in Ettal ein eigenes Byzantinisches Institut gegründet. Zwischen 1953 und 1965 entstanden dort unter Leitung von Franz Dölger und Abt Hoeck die 11 Bände der Studia Patristica et Byzantina, an denen auch der Dominikaner Raymond-Joseph Loenertz mitwirkte.
Als Abtpräses der Bayerischen Benediktinerkongregation war Hoeck Teilnehmer aller vier Sessionen des Zweiten Vatikanischen Konzils. Sein wichtigster Beitrag als Konzilsvater war seine Tätigkeit für die Ostkirchen-Ökumene. Er war beteiligt an der Konstituierung des Ostkirchendekrets „Orientalium Ecclesiarum“ und unterstützte die Wiedereinführung der Patriarchalstruktur in der katholischen Kirche, um so den orthodoxen Kirchen den Weg zur Einheit zu erleichtern. Hoeck war intensiv am nachkonziliaren orthodox-katholischen Dialog beteiligt. Er initiierte unter anderem auch die „Regensburger Ökumenischen Symposien“ (1969–1994). Eine enge Freundschaft verband ihn seit 1955 mit der Schriftstellerin Luise Rinser.
Sein Bruder Prälat Michael Höck war wie Hoeck ein kompromissloser Gegner des Nationalsozialismus. Seinen Lebensabend verbrachte er in der Benediktinerabtei Scheyern.

## Ehrungen
In seinem Geburtsort Inzell wurde eine Straße nach ihm benannt.